# Повітряний бій над Баня-Лукою
Повітряний бій над Баня-Лукою — інцидент, що стався 28 лютого 1994 року в небі на південно-захід від міста Баня-Лука (Боснія і Герцеговина) за участі шести штурмовиків J-21 Jastreb Республіки Сербської, чотири з яких були збиті американськими винищувачами F-16.

## Бомбардування Нові-Травника
В рамках операції «Денай флайт» натовські літаки далекого радіолокаційного виявлення (NAEW), пролітаючи над угорською територією, о 6:35 ранку виявили непізнані сигнали на південь від Баня-Луки. Два натовських винищувачі ПС США F-16 під позивними «Black 03» і «Black 04» з 526-ї винищувальної ескадрильї «Чорні лицарі», що розміщувалася на базі 86-го винищувального крила на авіабазі Рамштайн (Німеччина), були направлені в ту область. Вони перехопили шість літаків J-21 Jastreb і два літаки J-22 Orao, які атакували військовий завод «Братство» у Нові-Травнику.
Відповідно до правил ООН і НАТО з застосування збройної сили, їм два рази було скомандувано «приземлитися або покинути безпольотну зону або бути збитими», але обидва попередження було проігноровано. Під час оголошення попереджень літаки-порушники скинули бомби на свою ціль. В таких умовах у НАТО є «єдина кнопка», що означає, що необхідно отримати тільки один дозвіл, який F-16 відразу ж отримали від Об'єднаного центру повітряних операцій.

## Повітряний бій
Штурмовики Jastreb боснійських сербів направилися на північ, назад на свою базу. О 6:45 ранку натовські винищувачі вступили з ними в бій. Капітан Роберт Райт випустив ракету AIM-120 AMRAAM, збивши перший Jastreb, який летів на висоті 1500 метрів. Решта літаків Jastreb знизилися до висоти нижче 100 м для того, щоб сховатися від радарів у гірській місцевості і втекти в Удбину. Райт продовжив переслідування, наблизившись на відстань пуску ракети AIM-9 Sidewinder. Він випустив дві ракети з тепловим наведенням і вони влучили у сербські літаки.
Витративши усі свої ракети і більшість палива, Райт передав погоню своєму веденому, капітану Скотту О'Грейді, який йшов зверху, прикриваючи свого командира ланки. О'Грейді знизився і випустив AIM-9M, але не влучив. Їх рейс наближався до момента «bingo fuel» — коли літак не має достатньо палива, щоб повернутися, тому вони вийшли з бою для дозаправки від KC-135 Stratotanker, що кружляв на орбіті над Адріатикою. У той же час в цей район була направлена інша пара F-16 з 526-ї винищувальної ескадрильї, з позивними «Knight 25» та «Knight 26».
О 6:50 ранку «Knight 25» зміг сісти на хвіст інших трьох Jastreb. Він випустив ракету Sidewinder, збивши один з літаків. На той час серби були близькі до міжнародного кордону і F-16 мали припинити переслідування, тому що в НАТО не було повноважень збивати літаки за межами повітряного простору Боснії. Решта літаків змогли приземлилися на авіабазі Удбина в Республіці Сербська Країна в Хорватії.
ПС США приписали три збитих літаки капітану Роберту Гордону Райту, що використав одну ракету AIM-120 AMRAAM та дві AIM-9 Sidewinder, і один літак капітану Стівену Аллену, що використав AIM-9 Sidewinder. Серби заявили про втрату п'яти літаків в інциденті; розбіжність, імовірно, пов'язана з тим, що ще один літак розбився після вибуху ракети при спробі втечі в бриючому польоті. Цей бій був першою військовою дією, здійсненою силами НАТО з моменту їх утворення в 1949 році.

## Сербські пілоти
Боснійсько-сербськими пілотами, що стали учасниками інциденту, були:
- Капітан 1-го класу Ранко Вукмірович[5] — загинув.
- Капітан 1-го класу Звездан Пешич[5] — загинув.
- Капітан 1-го класу Горан Зарич[5] — викинувся на малій висоті, загинув.
- Майор Урош Студен[5] — викинувся біля міста Яйце, вижив.
- Капітан 1-го класу Златко Мікеревич[5] — викинувся, ймовірно, біля сіл Бравско і Црквено, в 14 км на захід від міста Ключ, вижив.
- Капітан 1-го класу Златан Црналич[5] — приземлився в аеропорту Удбина в сильно пошкодженому J-21 Jastreb; літак пізніше знову вступив на службу.